# ほわいとさんぽう
ほわいとさんぽうは、三宝海運が運航していたフェリー。

## 概要
三宝海運のフェリー第一船として福岡造船で建造され、1972年7月に神戸 - 今治航路に就航した。
1981年6月、ほわいとさんぽう2の就航により予備船となった。
1987年、パナマのTrans Union Shippingに売却されSWEET BABYとなり、フィリピンで就航した。 
1995年頃に日本に戻され、東日本フェリーの船体塗装に類似した塗装とイルカのロゴマークをつけた状態で長崎港で係船された後、再び売却され、1996年にDIAMOND STAR 4と改名した。
2003年にMENTARI NUSANTARAと改名、2010年以降はPANORAMA NUSAMTARAとしてインドネシアでスンダ海峡を連絡する航路に就航している。

## 設計

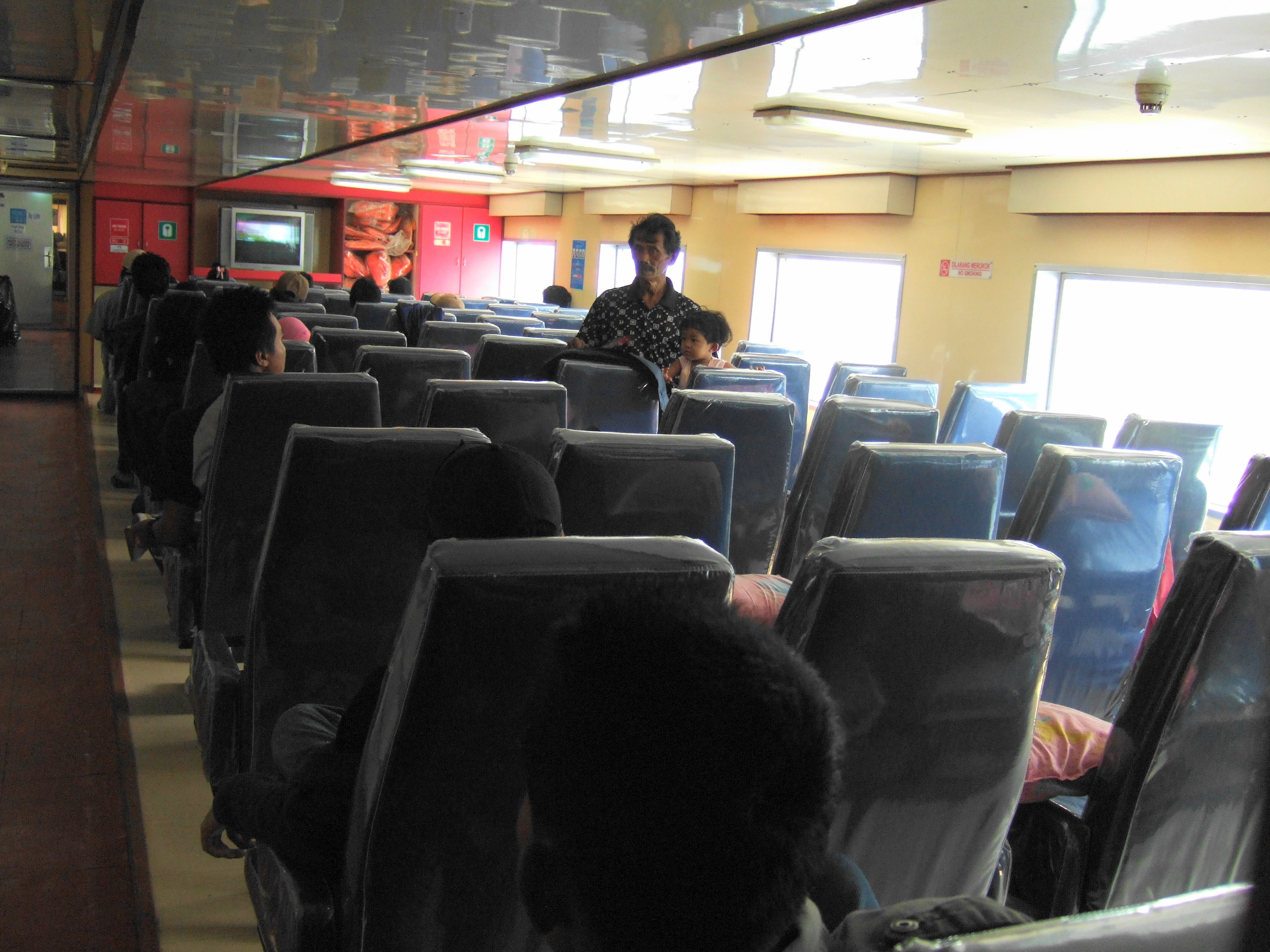
Passenger deck KMP Mentari Nusantara

船体塗装は白一色で、一本煙突のファンネルには赤い3本のラインが巻かれていた。